# Volkswagen Arena Istanbul
Die Volkswagen Arena Istanbul ist eine Mehrzweckhalle im Stadtteil Sarıyer der türkischen Metropole Istanbul.

## Geschichte
Die Halle wurde im Juni 2014 eröffnet und ist Teil des Kultur- und Veranstaltungszentrums UNIQ Istanbul. Der sportliche Hauptnutzer ist die Basketballmannschaft des Darüşşafaka SK Istanbul. Sie trägt ihre Ligaspiele im Ayhan Şahenk Spor Salonu mit 3500 Plätzen aus. Für internationale Partien wie in der EuroLeague oder dem EuroCup zieht der Club seit der Saison 2015/16 in die größere Halle um. Offiziell eingeweiht wurde die Arena am 5. November 2015 mit dem EuroLeague-Spiel gegen den ZSKA Moskau (75:80). Für die EuroLeague wurde die Arena u. a. mit Umkleidekabinen und LED-Anzeigetafeln sowie einem Videowürfel über dem Spielfeld ausgestattet, Die VW Arena verfügt über 5000 Sitzplätze, 24 Logen und 88 V.I.P.-Plätze. Um die Halle stehen 1200 kostenpflichtige Parkplätze zur Verfügung.
Neben dem Sport finden verschiedene Veranstaltungen wie Konzerte oder Tanz- und Theatershows in der Arena statt. Maximal bietet sich insgesamt, inklusive Stehplätzen, Raum für 5800 Besucher. Neben der VW Arena gibt es im UNIQ Istanbul eine kleinere Veranstaltungshalle namens UNIQ Hall mit 1200 Plätzen, Food-Courts, Ausstellungsflächen, Läden und Büros.
Am 13. April 2018 konnte der Darüşşafaka SK mit einem Sieg in der Volkswagen Arena den EuroCup 2017/18 gewinnen.